# مسجد الإمام علي الشرقي
مسجد علي الشرقي وهو من مساجد العراق التاريخية والدينية وهو أيضا المكان الذي دفن فيه الإمام علي الشرقي المعروف بأسم (علي الشرجي) ينتهي نسبه إلى الإمام الحسن بن علي بن أبي طالب وشيد وبني مسجد الضريح على نفقة أهالي المنطقة، تبلغ مساحة الصحن 4000 متر مربع ومساحة الضريح ألف متر مربع تعلوه قبة زرقاء مزخرفة بالنقوش الإسلامية، ويعد المرقد من معالم ميسان السياحية.

## الموقع
يقع المسجد في ناحية علي الشرقي التابعة أداريا إلى قضاء علي الغربي شمال محافظة ميسان.

## الأهمية الدينية
يحتوي المسجد على ضريح الإمام علي الشرقي وهو علي الشرقي بن أحمد بن محمد بن داود الأميري بن موسى الثاني بن عبد الله الرضي بن موسى الجواد بن عبد الله المحض بن الحسن السبط بن الإمام علي بن أبي طالب. وهو أحد المراقد الإسلامية الشيعية.

## التاريخ
كان المرقد في بدايتهِ كوخا بني من الطين تحيط بهِ غابة من أشجار الصفصاف والسدر وأشواك الصريم وشيد من قبل والي منطقة دلهران الإيرانية.